# Cottleville
Cottleville är en ort i Saint Charles County i Missouri. Vid 2020 års folkräkning hade Cottleville 5 611 invånare.